# Lijst van films (1970-1979)
Dit is een lijst van films uit de periode 1970-1979. In de jaren 70 is een verscheidenheid aan films geproduceerd, doordat de sociaal-bewuste jonge regisseurs die voortkwamen uit de jaren zestig verschillende richtingen opgingen. Zij werden beïnvloed door muziek, literatuur, misdaad en oorlog. In de eerste helft van de jaren zeventig lag de nadruk op steeds realistischer films, waaronder de Godfather films (van Francis Ford Coppola), en M*A*S*H (van Robert Altman). In de jaren zeventig waren rampenfilms populair, beginnend met Airport in 1970. Een andere trend was de geboorte van big-budget horrorfilm, met name The Exorcist (van William Friedkin) die geleid heeft tot vele imitaties. Een bepalend moment in de filmgeschiedenis was de release van Jaws (van Steven Spielberg) in 1975. Dit was de eerste grote film van Spielberg, en wordt algemeen beschouwd als de geboorte van de kaskrakers, een trend die twee jaar later definitief bestaansrecht kreeg met de release van Star Wars. Aan het eind van de jaren zeventig zagen de eerste Vietnam-films het levenslicht, van regisseurs Michael Cimino (The Deer Hunter) en Coppola (Apocalypse Now).

## 0-9
- 10 (1979)
- 1900 (1976)

## A
- Abby (1974)
- Aguirre, the Wrath of God (1972)
- Airport (1970)
- Alice Doesn't Live Here Anymore (1974)
- Alien (1979)
- All That Jazz (1979)
- All the President's Men (1976)
- Alle dagen feest (1976)
- Amarcord (1973)
- American Graffiti (1973)
- L'Amour en fuite (1979)
- Das Amulett des Todes (1975)
- ...And Justice for All (1979)
- And Now for Something Completely Different (1971)
- Animal House (1978)
- Annie Hall (1977)
- Ansikte mot ansikte (1976)
- Apocalypse Now (1979)
- The Apprenticeship of Duddy Kravitz (1974)
- Avanti! (1972)

## B
- Badlands (1973)
- Bananas (1971)
- Bang the Drum Slowly (1973)
- Le Bateau sur l'herbe (1971)
- Barry Lyndon (1975)
- Being There (1979)
- Ben (1972)
- Beyond the Poseidon Adventure (1978)
- The Black Stallion (1979)
- Blazing Saddles (1974)
- Die Blechtrommel (1979)
- De blinde fotograaf (1973)
- Bloodbrothers (1978)
- Blue movie (1971)
- Bound for Glory (1976)
- The Boys from Brazil (1978)
- Breaking Away (1979)
- A Bridge Too Far (1977)
- Bugsy Malone (1976)
- Butterflies Are Free (1972)

## C
- Cabaret (1972)
- La Cage aux folles (1978)
- The Candidate (1972)
- Car Wash (1976)
- Carnal Knowledge (1971)
- Carrie (1976)
- Casanova (1976)
- Le Cercle rouge (1970)
- Cet obscur objet du désir (1977)
- Cha Cha (1979)
- Le Charme discret de la bourgeoisie (1972)
- The Children of Sanchez (1978)
- The China Syndrome (1979)
- Chinatown (1974)
- Chinese Kung Fu against Godfather (1973)
- A Clockwork Orange (1971)
- Close Encounters of the Third Kind (1977)
- Comes a Horseman (1978)
- Coming Home (1978)
- Il conformista (1970)
- The Conversation (1974)
- Cousin, cousine (1975)
- Cross of Iron (1977)

## D
- Dakota (1974)
- Damien: Omen II (1978)
- The Day of the Jackal (1973)
- The Day of the Locust (1975)
- Days of Heaven (1978)
- Deadly Weapons (1974)
- Deep Throat (1972)
- The Deer Hunter (1978)
- Deliverance (1972)
- Dersu Uzala (1975)
- Diamonds Are Forever (1971)
- Dirty Harry (1971)
- Dodesukaden (1970)
- Dog Day Afternoon (1975)
- Dokter Pulder zaait papavers (1975)
- Domicile conjugal (1970)

## E
- The Eagle Has Landed (1976)
- Earthquake (1974)
- Elvis: That's The Way It Is (1970)
- The Enforcer (1976)
- Equus (1977)
- Es begann bei Tiffany (1979)
- Escape from Alcatraz (1979)
- Escape to Athena (1979)
- The Exorcist (1973)

## F
- Fantozzi (1975)
- Farewell, My Lovely (1975)
- Fat City (1972)
- Fiddler on the Roof (1971)
- A Fistful of Dynamite (1971)
- Five Easy Pieces (1970)
- Flanagan (1975)
- De fluit met de zes smurfen (1976, animatie)
- Force 10 from Navarone (1978)
- The French Connection (1971)
- French Connection II (1975)
- Frenzy (1972)
- The Front (1976)
- The Front Page (1974)

## G
- Il giardino dei Finzi-Contini (1970)
- Una giornata particolare (1977)
- The Go-Between (1970)
- The Godfather (1972)
- The Godfather Part II (1974)
- The Golden Voyage of Sinbad (1974)
- The Goodbye Girl (1977)
- Grease (1978)
- The Greatest (1977)
- Grijpstra en De Gier (1979)

## H
- Hair (1979)
- Halloween (1978)
- Harry and Tonto (1974)
- The Heartbreak Kid (1972)
- Hester Street (1975)
- Heaven Can Wait (1978)
- High Anxiety (1977)
- The Hills Have Eyes (1977)
- The Hindenburg (1975)
- L'Histoire d'Adèle H. (1975)
- Une histoire simple (1978)
- The Holy Mountain (1973)
- Home Sweet Home (1973)
- The Hospital (1971)
- Höstsonaten (1978)

## I
- I nuovi mostri (1977)
- Indagine su un cittadino al di sopra di ogni sospetto (1970)
- Interiors (1978)
- L'Invitation (1973)
- Iphigenia (1977)

## J
- Jaws (1975)
- Jaws 2 (1978)
- Jeder für sich und Gott gegen alle (1974)
- Jesus (1979)
- Jesus Christ Superstar (1973)
- Julia (1977)

## K
- Keetje Tippel (1975)
- Kelly's Heroes (1970)
- King Kong (1976)
- Klute (1971)
- Kramer vs. Kramer (1979)
- Kuifje en het Haaienmeer (1972)

## L
- Lacombe Lucien (1974)
- The Landlord (1970)
- The Last Detail (1973)
- Last Hurrah for Chivalry (1978)
- The Last Picture Show (1971)
- Last Tango in Paris (1972)
- The Late Show (1977)
- Lenny (1974)
- Life of Brian (1979)
- The Little Ark (1972)
- Little Big Man (1970)
- The Little Prince (1974)
- A Little Romance (1979)
- Live and Let Die (1973)
- The Longest Yard (1974)
- Looking for Mr. Goodbar (1977)
- Lost Horizon (1973)
- Love Story (1970)

## M
- M*A*S*H (1970)
- Mad Max (1979)
- Magnum Force (1973)
- Mamá cumple cien años (1979)
- The Man Who Would Be King (1975)
- The Man with the Golden Gun (1974)
- Manhattan (1979)
- De mantel der liefde (1978)
- Marathon Man (1976)
- Max Havelaar (1976)
- McCabe & Mrs. Miller (1971)
- Mean Streets (1973)
- Het meisje met de blauwe hoed (1972)
- Meteor (1979)
- Midnight Express (1978)
- Monty Python and Now for Something Completely Different (1971)
- Mira (1971)
- Monty Python and the Holy Grail (1975)
- Monty Python's Life of Brian (1979)
- Moonraker (1979)
- Movie Movie (1978)
- Murder on the Orient Express (1974)
- My Name is Nobody (1973)

## N
- Nashville (1975)
- National Lampoon's Animal House (1978)
- Network (1976)
- New York, New York (1977)
- Nicholas and Alexandra (1971)
- Norma Rae (1979)
- Nosferatu: Phantom der Nacht (1979)
- Novecento (1976)
- La Nuit américaine (1973)
- Nybyggarna (1972)

## O
- Omen I: The Antichrist (1976)
- Omen II: Damien (1978)
- One Flew Over the Cuckoo's Nest (1975)
- The Outlaw Josey Wales (1976)

## P
- Paix sur les champs (1970)
- Pallieter (1976)
- Paper Moon (1973)
- Papillon (1973)
- Parade (1974)
- Pasqualino Settebellezze (1976)
- Patton (1970)
- Pim (1979, korte film)
- The Pink Panther Strikes Again (1976)
- The Poseidon Adventure (1972)
- Powers of Ten (1977, documentaire)
- Préparez vos mouchoirs (1978)
- Profumo di donna (1974)

## Q
- Quel maledetto treno blindato (1978)

## R
- Raid on Rommel (1971)
- The Return of the Pink Panther (1975)
- Revenge of the Pink Panther (1978)
- Rocky (1976)
- Rocky II (1979)
- The Rocky Horror Picture Show (1975)
- The Rose (1979)
- Ryan's Daughter (1970)

## S
- Salò o le 120 giornate di Sodoma (1975)
- Same Time, Next Year (1978)
- Saturday Night Fever (1977)
- Serpico (1973)
- Shaft (1971)
- Shampoo (1975)
- Silent Movie (1976)
- Silent Running (1972)
- Sleuth (1972)
- Smokey and the Bandit (1977)
- Solaris (1972)
- Soldaat van Oranje (1977)
- Le Souffle au cœur (1971)
- Sounder (1972)
- Soylent Green (1973)
- Stalker (1979)
- A Star Is Born (1976)
- Star Trek: The Motion Picture (1979)
- Star Wars: Episode IV: A New Hope (1977)
- Starting Over (1979)
- The Stepford Wives (1975)
- The Sting (1973)
- Straw Dogs (1971)
- Stroszek (1976)
- The Sugarland Express (1974)
- Summer of '42 (1970)
- Sunday Bloody Sunday (1970)
- Sunseed (1973)
- The Sunshine Boys (1975)
- Superman (1978)
- Suspiria (1977)
- The Swarm (1978)

## T
- Taxi Driver (1976)
- The Three Musketeers (1973)
- Thunderbolt and Lightfoot (1974)
- Tom Sawyer (1973)
- Tommy (1975)
- A Touch of Class (1973)
- Toute une vie (1974)
- The Towering Inferno (1974)
- Trafic (1971)
- Travels with My Aunt (1972)
- Tristana (1970)
- Turks fruit (1973)
- The Turning Point (1977)
- Twisk (1974)

## U
- An Unmarried Woman (1978)
- Utvandrarna (1971)

## V
- De Val (1970)
- La Victoire en chantant (1976)
- La Vie devant soi (1977)
- Le Vieux Fusil (1975)
- Viskningar och rop (1972)
- Voyage of the Damned (1976)

## W
- Wan Pipel (1976)
- The Warriors (1979)
- Wat zien ik!? (1971)
- The Way We Were (1973)
- Westworld (1973)
- The Wicker Man (1973)
- The Wilby Conspiracy (1975)
- Willy Wonka & the Chocolate Factory  (1971)
- A Woman Under the Influence (1974)
- Woodstock (1970, documentaire)
- Woyzeck (1979)

## Y
- Young Frankenstein (1974)
- Young Winston (1972)

## Z
- Zardoz (1974)
- 'n Zomerzotheid (1972)